# Battaglia del San Matteo
La battaglia del San Matteo ebbe luogo nella tarda estate del 1918 su Punta San Matteo (3 678 metri) durante la prima guerra mondiale. È stata la battaglia combattuta a più alta quota nella storia, prima di essere sorpassata dal conflitto del Siachen, svoltosi a 5 600 metri nel 1984.

## Situazione iniziale
All'inizio del 1918 le truppe austro-ungariche costruirono una posizione fortificata ed armata da pezzi di artiglieria di piccolo calibro sulla cima di punta San Matteo, da cui potevano bombardare la strada del passo del Gavia e così disarticolare le linee di rifornimento italiane dirette al fronte.

## L'attacco italiano
Il 13 agosto 1918 un piccolo gruppo di Alpini (307ª Compagnia, Battaglione Ortles), guidata dal capitano Arnaldo Berni, condusse un attacco a sorpresa e conquistò la posizione, catturando metà degli effettivi austriaci, mentre l'altra metà riparava verso posizioni a più bassa quota.
La perdita di Punta San Matteo e del vicino Monte Mantello (3 536 metri), conquistato nella stessa azione, minacciava seriamente il fianco del fronte austro-ungarico nella zona del Tonale. Inoltre queste due cime erano due importanti punti di osservazioni dai quali si poteva controllare la sottostante Val del Monte, importante centro logistico delle forze imperiali.  Di conseguenza gli austriaci iniziarono subito i preparativi per pianificare un contro attacco, inviando immediatamente rinforzi mentre gli italiani stavano organizzando le difese sulle cime dei due monti.

## La riconquista austriaca
Il 3 settembre 1918, dopo alcuni giorni di brutto tempo, gli austro-ungarici lanciarono l'operazione Gemse, un assalto diretto alla riconquista della montagna.  L'azione, anticipata da un forte bombardamento dell'artiglieria a.-u., coll'impiego di 28 obici e un mortaio da 30,5 cm, quest'ultimo posizionato in Val del Monte, con a disposizione in totale 22 700 granate, fu seguito dall'assalto poco prima delle ore 19:00 di almeno 150 Kaiserschützen con 10 mitragliatrici. L'attacco della 3ª compagnia d'assalto (Sturmkompanie) della 22ª divisione Schützen, rinforzato con parti della 21ª e della 30ª compagnia d'alta montagna (Hochgebirgskompanie) nonché con parti della 2ª compagnia guide alpine (Bergführerkompanie), era guidato dal tenente Tabarelli de Fatis, mentre l'attacco al Monte Mantello era guidato dal tenente Licka. Alle 19:30 la Punta San Matteo, 6 metri più bassa dopo il forte bombardamento austriaco, fu di nuovo nelle mani degli imperiali. Gli italiani, che consideravano già perduta la montagna, iniziarono un contro-bombardamento delle posizioni già pesantemente segnate, causando vittime sia tra i difensori italiani catturati, che tra le truppe austro-ungariche. Un'ora dopo gli austro-ungarici occuparono anche il Mantello.
Gli austro-ungarici persero 17 uomini (2 ufficiali e 15 soldati) durante lo scontro e gli italiani 10. Tra questi anche il capitano Arnaldo Berni, che sparì tra i ghiacci, il suo corpo non venne più ritrovato. Questa fu l'ultima vittoria austro-ungarica della guerra.

## Riconquista italiana ed eventi successivi
Il mattino del giorno 3 novembre, il battaglione Saluzzo si attestò su punta San Matteo. L'armistizio, siglato il 3 novembre 1918 alle 15:00 presso Villa Giusti, mise fine alla guerra sul fronte italiano, le cui ostilità cessarono il 4 novembre 1918.
Nell'estate del 2004 i corpi congelati di tre Kaiserschützen furono trovati a 3 400 metri di quota, nei pressi della cima.